# Кондратюк Володимир Андрійович
Кондратюк Володимир Андрійович (нар. 14 лютого 1936, смт Чорний острів, Хмельницького району, Хмельницької області, Україна — 18 вересня 2020, Тернопіль) — український вчений у галузі медицини (гігієна). Доктор медичних наук (1990), професор (1991). Професор кафедри загальної гігієни та екології Тернопільського національного медичного університету.

## Життєве кредо
Моєю філософією життя є чесна щоденна робота. Стараюсь жити сьогоднішнім днем, тому що завтра вже буде пізно, буде щось нове, інше. Час плине дуже швидко, тому треба встигнути якомога зробити більше.
Володимир Кондратюк.

## Життєпис
Народився В.А. Кондратюк 14 лютого 1936 р. в сім‘ї службовців у смт. Чорний острів, Кам'янець-Подільської (сьогодні Хмельницької) області, Хмельницького району. Батьки – вихідці із села, після закінчення Дзеленецького зооветеринарного технікуму працювали в колгоспі зоотехніками. Жили в селі. В 1937 році тата забрали в армію. Але служив він не довго. В цей час військовослужбовці могли поступати в навчальні заклади для продовження навчання. Тато склав вступні екзамени в Вінницький медичний інститут, Але війна перервала навчання. Лише після війни в 1946 році тато одержав диплом лікаря і направлення на роботу в Тернопільську область в Нове село. А через рік переїхали в Підволочиськ де батько працював лікарем інфекціоністом, потім головним лікарем Підволочиської райсанепідстанції. В цей час сім‘я вже складалася з 4 осіб.
В 1953 році Володимир Андрійович закінчив Підволочиську середню школу та вступив до Львівського державного медичного інституту. Вибір санітарно-гігієнічного факультету певною мірою був обумовлений спеціальністю й авторитетом батька, який в той час працював головним санітарним лікарем Підвочиського району.

## Наукова діяльність
Молодого кандидата медичних наук у грудні 1964 р. прийняли на роботу асистентом кафедри гігієни Актюбінського державного медичного інституту, де він і пропрацював майже два роки. У Казахстані він зустрів і покохав свою майбутню дружину, теж лікаря, Нелю Григорівну. І все ж дуже хотілося повернутися на неньку Україну. Відтак за першої нагоди Володимир Андрійович уже з дружиною і донькою Оленкою в 1966 році переїхали у Тернопіль, де вже 9-й рік функціонував Тернопільський державний медичний інститут. Після співбесіди з завідувачем кафедри гігієни професором О. В. Перовим та ректором інституту професором П.О. Огієм він був допущений до конкурсу на посаду асистента кафедри гігієни та за його результатами зарахований асистентом. З того часу він постійно працював на різних посадах спочатку в інституті, потім в академії та в університеті, успішно просуваючись по службових щаблях.
У 1978 р. Володимира Кондратюка було вибрано за конкурсом на посаду доцента кафедри соціальної гігієни й ОЗО з курсом гігієни. Свою наукову працю продовжив для написання докторської дисертації на тему: ”Гігієнічні основи регламентації хімічного складу регенерованої питної води для екіпажів літальних апаратів”, яка теж має вагоме практичне значення і захистив її у 1990 році. В цьому ж році був призначений професором кафедри загальної гігієни (у 1991 р. йому надано вчене звання професора цієї кафедри), а у 1995 р. став її завідувачем. З 2000 р. продовжив працювати професором цієї ж кафедри, а з 2002 р. знову очолив її й керував ще протягом 2 років. З 2004 р. і по сьогодні Володимир Андрійович працює професором кафедри загальної гігієни та екології ТНМУ.

## Доробок
У 1995 р. Володимира Андрійовича обрали член-кореспондентом, а з 2000 р. - дійсним членом (академіком) Української екологічної академії наук. Як одного з найдосвідченіших гігієністів України професора В.А. Кондратюка було призначено експертом ВАК України. Вагомий вклад у народне господарство він зробив керуючи протягом з 1977 по 1992 рік низкою госпрозрахункових договірних тем з гігієнічного нормування шкідливих хімічних речовин у воді водоймищ України господарсько-питного користування внаслідок їх забруднень стічними водами промислових підприємств. За результатами проведених професором В.А. Кондратюком досліджень було затверджено 25 гігієнічних нормативів вмісту шкідливих речовин у питній воді. Отримані наукові матеріали та ідеї було використано в одній докторській та п'яти кандидатських дисертаціях. Крім того, завдяки виконанню цих робіт було створено додаткові робочі місця для наукових співробітників. Одна із них Л.С. Фіра сьогодні є доктором біологічних наук, професором, завідувачем кафедри фармацевтичної хімії.
Неостаннє місце у його житті займало створення підручників та посібників. За редакцією професора В.А. Кондратюка й у співавторстві випущено два підручники, два посібники й один довідник, а також написано понад 250 науково-педагогічних статей та отримано 6 патентів на винаходи. У трудовій книжці професора В.А. Кондратюка не вистачило місця для запису про всі подяки та нагороди за досягнення протягом понад півстолітньої практичної та науково-педагогічної роботи.
Професор Кондратюк Володимир Андрійович був залучений до складу Консультативної ради університету.

## Сім'я
На жаль, уже відійшла у небуття дружина Володимира Андрійовича, з якою він прожив спільно та в злагоді багато років і виростив та належно виховав двох доньок — Олену і Наталію. Спочатку вони стали студентами-медиками, а потім лікарями. Його старша дочка Олена Володимирівна Лотоцька після декількох років роботи у практичній медицині пішла, за прикладом тата, працювати на науково-педагогічну ниву, захистила дисертацію кандидата медичних наук, стала доцентом кафедри загальної гігієни та екології Тернопільського національного медичного університету імені І. Я. Горбачевського й у 2019 році захистила докторську дисертацію, професор. Зять — Лотоцький Віктор Васильович, лікар, кандидат медичних наук, старший викладач кафедри медицини катастроф та військової медицини.
Онуки: Лотоцький Володимир, Сердюк Віктор, Сердюк Олександр та єдина онучка Кучер (Лотоцька) Світлана — випускниця ТДМУ, кандидат медичних наук, асистент кафедри пропедевтики внутрішньої медицини та фтизіатрії.